# Jean Alingué Bawoyeu
Jean Alingué Bawoyeu, né le 18 août 1937 à Fort-Lamy (Afrique-Équatoriale française), est un homme d'État tchadien. Ambassadeur du Tchad aux États-Unis puis en France dans les années 1970, puis président de l'Assemblée nationale en 1990, il est Premier ministre de 1991 à 1993.

## Biographie

### Début de carrière
Jean Alingué Bawoyeu est né à Fort-Lamy (désormais N'Djaména) en 1937. Il commence sa carrière dans la fonction publique en 1953 comme commis au Trésor public dans la capitale tchadienne. Cinq ans plus tard, il devient contrôleur fiscal et, après l'indépendance du Tchad vis-à-vis de la France en 1960, il fréquente l'École nationale du Trésor public à Paris entre 1960 et 1961. À son retour au Tchad, il est nommé inspecteur du Trésor et conseiller du directeur des Comptes publics. En 1966, il est promu trésorier général du Tchad, poste qu'il occupe pendant dix ans.
En 1974, il intègre le service diplomatique et est envoyé à New York comme ambassadeur du Tchad aux États-Unis et auprès de l'Organisation des Nations unies. Il est ensuite nommé ambassadeur du Tchad en France de 1977 à 1979.
Après la débâcle de toutes les autorités centrales après la première bataille de N'Djaména en 1979, il devient secrétaire général du Comité permanent du Sud, gouvernement de facto du sud du Tchad dirigé par Wadel Abdelkader Kamougué. Après la chute du Comité en 1982, il fonde avec d'autres sudistes ayant participé aux gouvernements sous François Tombalbaye et Félix Malloum, un parti d'opposition, le Groupe des patriotes et démocrates tchadiens, en juin 1983. Le 27 avril 1984, à Lagos, le parti signe un accord avec les Forces populaires et révolutionnaires du Tchad dans le but de former une troisième force opposée à la fois au gouvernement tchadien et aux rebelles du gouvernement d'Union nationale de transition (GUNT). 

### Président de l'Assemblée nationale et Premier ministre
Réconcilié avec le gouvernement, il devient, le 8 juillet 1988, président de la commission constitutionnelle créée par le président Hissène Habré afin de rédiger une nouvelle constitution, ce qui impliquait de mener une consultation nationale. En vertu de la nouvelle constitution adoptée par référendum le 10 décembre 1989, des élections législatives ont lieu en juillet 1990 et Jean Alingué Bawoyeu est élu député. Lorsque la première réunion de la nouvelle assemblée le 5 août 1990, il est élu président de l'Assemblée nationale.
Le 1er décembre 1990, alors qu'Hissène Habré et une grande partie de son gouvernement fuient la capitale avant l'avancée des forces rebelles d'Idriss Déby, Jean Alingué Bawoyeu, qui constitue alors la plus haute autorité civile restée à N'Djaména, appelle au calme et annonce qu'il prend la tête d'un gouvernement provisoire composé de députés, protégé par les troupes françaises stationnées au Tchad, qui entame les négociations avec Idriss Déby Itno. À cette occasion, il refuse d'assumer le poste de chef de l'État (qui lui revient en cas de vacance de la présidence) et affirme se contenter de préparer l'arrivée d'Idriss Déby. Plus tard dans sa carrière, accusé d'avoir fait preuve de faiblesse et de timidité en agissant ainsi, il répondra que s'il avait pris ses fonctions, il aurait plongé le pays dans un bain de sang inutile. Le 6 décembre 1990, après sa prise du pouvoir, Idriss Déby dissout l'Assemblée nationale et forme un nouveau gouvernement provisoire composé d'un Conseil d'État de 33 membres, auquel Jean Alingué Bawoyeu participe.
Le 4 mars 1991, Idriss Déby devient président de la République, dissout le Conseil d'État et nomme Jean Alingué Bawoyeu Premier ministre de son nouveau gouvernement. En octobre 1991, il fait adopter des recommandations permettant l'enregistrement des partis politiques, mettant ainsi fin au système de parti unique. Le 20 mai 1992, Idriss Déby le remplace par Joseph Yodoyman (également sudiste), ce qu'il ressent comme un acte d'ingratitude politique et le conduit à devenir progressivement un adversaire résolu du nouveau président.

### Création de l'Union pour la démocratie et la république
Alors qu'il est encore Premier ministre, il fonde l'un des premiers nouveaux partis politiques, l'Union pour la démocratie et la république (UDR), dont il est élu président en mars 1992. Le parti est rapidement considéré comme l'un des plus importants au Tchad. Pour sa création, Jean Alingué Bawoyeu rassemble un groupe d'étude créé en avril 1991 par plusieurs jeunes cadres et intellectuels locaux, parmi lesquels figure Koibla Djimasta, qui deviendra Premier ministre en 1995. Cette alliance fait de l'UDR un conglomérat de fiefs politiques, unissant sa base électorale de la Tandjilé à celle de ses alliés, dans le Moyen-Chari. Elle commence toutefois à se disloquer en 1996 autour de la question de l'approbation de la nouvelle constitution : alors que Koibla Djimasta fait campagne pour le « oui », Jean Alingué Bawoyeu appelle au rejet de la constitution lors du référendum après y avoir été contraint par l'UDR qui l'avait mis en minorité en mars 1996. Cette défection est suivie du départ d'un autre homme-clé du Moyen-Chari, Abdoulaye Djonouma, marquant la fin de la coalition électorale et réduisant l'UDR à un simple parti régional.
Avant le référendum, Jean Alingué Bawoyeu avait joué un rôle important lors de la convocation de la Conférence nationale souverains (CNS) en 1993. En tant que porte-parole des membres représentant les partis politiques et président des dernières négociations, il met fin à la grave impasse qui se dessinait quant à la composition et à la taille de la législature de transition qui devait rester en place jusqu’à la tenue des élections. Après de nombreux votes infructueux, s'exprimant au nom des partis politiques tchadiens, il impose une proposition de compromis sur laquelle il n'accepta aucune négociation ni aucun débat.

### Participation aux élections et aux gouvernements ultérieurs
Le 2 juin 1996, Jean Alingué Bawoyeu se présente sous l'étiquette de l'UDR à la première élection présidentielle compétitive du pays depuis l'indépendance, à laquelle il termine quatrième avec 8,31 % des suffrages. Avec les quatorze autres candidats de l'opposition, il tente de faire annuler le premier tour des élections pour fraudes massives et falsifications présumées en faveur du président Déby, mais leur demande commune est rejetée par la justice le 19 juin, à la suite de quoi il invite les électeurs à boycotter le second tour.
Il se présente également à l'élection présidentielle du 20 mai 2001 où il termine dernier, ne recueillant que 2,05% des suffrages et perdant 26 % dans son fief de la Tandjilé et 14 % à N'Djaména par rapport à 1996. Avec tous les candidats de l’opposition, il dénonce les élections et demande une nouvelle élection. Son parti, l'UDR, boycotte ensuite les élections législatives de 2002 et le référendum constitutionnel de 2005. Lors de la publication des résultats, Jean Alingué Bawoyeu déclare que les résultats étaient déterminés à l'avance et accuse Idriss Déby de tenter de constituer une dynastie politique.
Le 26 mars 2005, le ministre de la Sécurité publique et de l'Immigration, Abderahmane Moussa, retire son passeport à Jean Alingué Bawoyeu en affirmant qu'il n'est pas valide, l'empêchant ainsi de quitter le Tchad pour participer à un important rassemblement des principaux dirigeants de l'opposition organisé le 27 mars 2005 à Paris. Les journaux de l'opposition affirment alors que le passeport est valide, relayant une déclaration de l'intéressé qui affirme avoir voyagé avec le même passeport depuis 2002 sans que personne remette en cause sa validité.
Plus tard, dans le gouvernement formé par Youssouf Saleh Abbas le 23 avril 2008, il est nommé ministre de la Justice, étant alors l'un des quatre membres de la Coordination des partis politiques pour la défense de la coalition d'opposition constitutionnelle à faire partie du gouvernement. Par la suite, il est nommé ministre des Postes et des Nouvelles technologies de l'information en 2010, poste qu'il occupe jusqu'à son exclusion du gouvernement en janvier 2013.